# Diaethria phytas
Diaethria phytas är en fjärilsart som beskrevs av Jean Baptiste Boisduval 1870. Diaethria phytas ingår i släktet Diaethria och familjen praktfjärilar. Inga underarter finns listade i Catalogue of Life.